# Vojtěch Přeučil
Vojtěch Přeučil (19 settembre 1990) è un calciatore ceco, centrocampista del Bad Großpertholz.

## Caratteristiche tecniche
Trequartista, può giocare come ala su entrambe le fasce.

## Palmarès

### Club

#### Competizioni nazionali
- Druhá liga: 1

Dukla Praga: 2010-2011